# Czesław Krakowski
Czesław Jacenty Krakowski (ur. 7 czerwca 1950 w Imielnicy, zm. 21 stycznia 2022 w Płocku) – polski przedsiębiorca, rolnik i polityk, senator III kadencji.

## Życiorys
Syn Maksymiliana i Stanisławy. W 1968 ukończył Liceum Ogólnokształcące im. Władysława Jagiełły w Płocku, a w 1973 studia na Akademii Rolniczo-Technicznej w Olsztynie.
Od 1973 prowadził gospodarstwo rolne i hodowlę koni na obrzeżach Płocka. Był przewodniczącym rady nadzorczej Banku Spółdzielczego Mazowsze i prezesem Mazowieckiego Związku Hodowców Zwierząt Futerkowych. Był właścicielem Hotelu Płock, a od 2006 także browaru restauracyjnego.
Działał w Zjednoczonym Stronnictwie Ludowym, będąc w opozycji do głównego nurtu partii. W latach 1989–1992 był prezesem zarządu wojewódzkiego Polskiego Stronnictwa Ludowego w Płocku. Od 1993 do 1997 reprezentował województwo płockie w Senacie III kadencji. Zasiadał w Komisji Gospodarki Narodowej i Komisji Spraw Emigracji i Polaków za Granicą.
W 2001 wstąpił do Samoobrony RP, z ramienia której kandydował w wyborach samorządowych w 2002 i wyborach do Parlamentu Europejskiego w 2004 (otrzymał 5066 głosów). W 2005 opuścił to ugrupowanie.
W wyborach w 2006 z ramienia lokalnego Stowarzyszenia Macierz Płocka bez powodzenia ubiegał się o stanowisko prezydenta miasta Płocka. Pełnił funkcję wiceprezesa stowarzyszenia „Nasze Miasto Płock”.

## Odznaczenia
W 2000, za wybitne zasługi w działalności na rzecz kultywowania tradycji ruchu ludowego oraz osiągnięcia w pracy zawodowej i społecznej, został odznaczony przez prezydenta Aleksandra Kwaśniewskiego Krzyżem Kawalerskim Orderu Odrodzenia Polski.